# Doriprismatica kulonba
Doriprismatica kulonba is een slakkensoort uit de familie van de Chromodorididae. De wetenschappelijke naam van de soort is voor het eerst geldig gepubliceerd in 1966 door Burn.